# HD37819
HD37819 є хімічно пекулярною зорею спектрального класу
F4 й має видиму зоряну величину в смузі V приблизно  8,1.